# 多特蒙德足球俱樂部
多特蒙德普鲁士09球类體育俱樂部註冊協會（德語：Ballspielverein Borussia 09 e. V. Dortmund，缩写为）是位於德国北莱茵-威斯特法伦州鲁尔区多特蒙德的足球球會。
在德甲球会中，多特蒙德曾八次取得顶级联赛冠軍，為拜仁慕尼黑之後奪冠次數最多的球隊，其中三次为德甲创立前的全德锦标赛冠军，五次为为德國足球甲級聯賽冠军，多特蒙德隊服上的兩顆星便代表了五次德甲冠軍。在德國杯的比賽中，多特蒙德也曾五次奪冠。此外多特蒙德还获得过七次德国超级杯冠军。
在歐洲賽場上，多特蒙德于1966年击败利物浦捧得歐洲优胜者杯，成为德国第一支获得欧洲冠军的球队。1997年、2013年与2024年，多特蒙德三度打入歐洲冠軍聯賽決賽，其中在1997年戰勝尤文圖斯獲得冠軍，成为德国仅有三支捧得冠军杯的足球俱乐部之一，此后在同年洲际杯足球赛的赛场上击败了巴西球会克鲁塞罗成功加冕，登顶世界足坛。
多特蒙德地處德國魯爾區，邻市盖尔森基兴的沙尔克04是俱乐部的传统劲敌，因此兩者之間的比賽被稱為“鲁尔德比”。另外，多特蒙德與拜仁慕尼黑之間的比賽被稱為“国家德比（德语：Der Klassiker）”。
多特蒙德既是德甲创立前的末代德国冠军，也是德甲联赛的诞生地。1962年7月，西德足协在多特蒙德召开的会议上决定组建德甲联赛。次年德甲史上第一场比赛即是在多特蒙德对阵不来梅的哨声中揭幕打响。由于在德国足球史中所扮演的特殊角色、俱乐部取得的冠军头衔、夺冠次数、欧战成绩以及球会的财政规模，多特蒙德被普遍视为德国职业足坛拜仁慕尼黑之外最为成功的足球俱乐部。

## 歷史
- 1909年12月19日，在多特蒙德市，普魯士1909球類運動俱樂部（Ballspiel-Verein Borussia 1909）成立。
- 1933年，和其他俱樂部一樣，多特蒙德也實行了所謂領導人負責制。1934年奧古斯特·布瑟作為俱樂部領導人代替了始終不肯加入國家社會主義黨（納粹黨）的埃貢·潘圖盧普。
- 1947年5月18日，多特蒙德以3–2擊敗了史浩克04。
- 1956年，首次奪得全國冠軍，次年衛冕成功。
- 1963年，奪得德甲聯賽成立前的最後一個全國冠軍。
- 1966年，奪得歐洲優勝者杯。
- 1972年，聯賽排名第17位，降入西區聯賽。
- 1974年5月2日，和史浩克04隊的比賽為新建成的威斯特法倫球場揭幕。
- 1976年，多特蒙德重返甲級聯賽。
- 1991年，執教多特蒙德。
- 1995年，奪得德甲冠軍，次年衛冕成功。
- 1997年，多特蒙德在慕尼黑奧林匹克體育場擊敗奪得歐洲聯賽冠軍盃，希斯菲特離開球會。
- 2000年10月31日，俱樂部在法蘭克福證券交易所上市。
- 2001年，馬蒂亞斯·萨默尔開始執教多特蒙德。俱樂部花費1億4千萬馬克買來路斯基、真·高拿、阿莫鲁索，其中阿莫魯索的轉會費2500萬歐元曾經是德國俱樂部轉會費的最高記錄。次年俱樂部奪冠。
- 2008年，克洛普開始執教多特蒙德。
- 2011年，時隔九年重奪德國甲組足球聯賽冠軍，與96年一樣，次年亦衛冕成功。
- 2012年，多特蒙德再次獲得德甲冠軍，並以81分成為德甲史上最高分的冠軍。同時也在德國盃決賽以5–2擊敗拜仁慕尼黑奪冠，是球會歷史上首次成為國內雙冠王。
- 2013年，多特蒙德獲得德甲聯賽亞軍。在歐冠四強擊敗皇家馬德里，進入決賽，是球會歷史第二次進入歐冠決賽。決賽以1–2惜敗於拜仁慕尼黑，獲得亞軍。
- 2014年，2-0擊敗拜仁慕尼黑，獲得德國超級杯冠軍。上半賽季聯賽表現失常，一度在德甲積分榜中墊底。不過球隊在下半季迅速反彈，力爭上遊，最終排名第七。[2]
- 2015年4月15日，克洛普宣佈於2015年球季後離隊，4月19日，多蒙特在其官方網站上宣佈，前美因茨主帥图赫尔將於來季接手球隊。
- 2017年4月11日，球隊大巴前往在趕往歐冠聯賽對陣摩納哥的比賽場地西格納伊度納公園時，遭到三枚路邊炸彈襲擊。後衛馬克·巴特拉受傷送院[3][4]。最終球隊2-3遺憾輸給摩納哥。球隊教練托馬斯·圖赫爾指歐洲足聯的幼稚決定造成輸球。歐洲足聯後來辯稱，球隊沒有拒絕比賽，決定是按照球隊和當地執法部門的承諾作出的[5]。
- 2017年4月21日，德國警方逮捕襲擊案嫌疑人謝爾蓋，據謝爾蓋透露之所以襲擊多特蒙德球隊大巴是想讓多德蒙德隊股票下跌，從而使自己獲利。[6]
- 2020年12月，多特蒙德11年來首次德甲主場單場失5球，以1–5不敵「升班馬」斯图加特，主帥法夫尔更被解僱，38歲助教埃丁·泰尔齐奇將任臨時主教練至季尾。
- 2020-2021球季，在隊長罗伊斯帶領之下，多特蒙德在歐冠16強兩回合以總比數5–4淘汰西甲的塞维利亚，事隔4年再次晉級歐冠8強。埃尔林·哈兰德貢獻精彩表現，兩回合都有进球，20歲231天的哈兰德因此成為連續6場歐冠盃入球最年輕的球員。多特蒙德連續34場比賽入球也創造隊史新紀錄。
- 2021-2022赛季，多特蒙德折戟歐冠小组赛，在歐霸盃附加赛不敌格拉斯哥流浪者结束赛季欧战生涯。在德甲最终排名第二。体育主管佐尔克卸任，凯尔接任。哈兰德、施梅尔策、布尔基等离队。
- 2022-2023赛季，多特蒙德歐冠不敌切尔西止步16强。德甲层面由于拜仁发挥不稳，倒数第二轮输给莱比锡后，多特蒙德末轮战胜美因茨即可时隔10年再次夺冠。但最后一轮多特蒙德战平美因茨，痛失夺冠机会，以德甲第二结束令人失望的赛季。[7]
- 2023—2024球季，多特蒙德在聯賽僅取得第五名，表現平平，但該季德甲球隊在歐戰成績非常亮眼，憑藉歐戰新賽制的額外名額，來年繼續打歐冠。歐冠方面表現非常出色，拿下「死亡之組」F組第一進入淘汰賽，並且先後擊敗PSV恩荷芬、馬德里競技和巴黎聖日耳門進入決賽，這是他們時隔11年再次進入歐冠決賽，亦是球會史上第三次進入歐冠決賽。最終在決賽中以0–2負於皇馬。
- 2024—2025球季，多特蒙德聘請沙辛執教，但聯賽成績非常差，最終在歐冠聯賽階段第7輪客場1-2不敵波隆納後被炒魷魚，科瓦奇半途接任救火主帥，帶領大黃蜂強拉尾盤，在最後一輪壓哨擠到第四名，保住來年歐冠席次。歐冠方面表現起伏，歐冠聯賽階段虽抽到绝世好签但因中途状态不稳，排名第10名通过附加赛进入淘汰赛，最終在八強遇巴薩，首回合被4-0血洗的情况下，次回合3-1报对手本赛季三杀德甲之仇（拜仁客场负1-4，多特主场负2-3，客场负0-4），总比分3-5昂首离开欧冠赛场。

## 主場球場

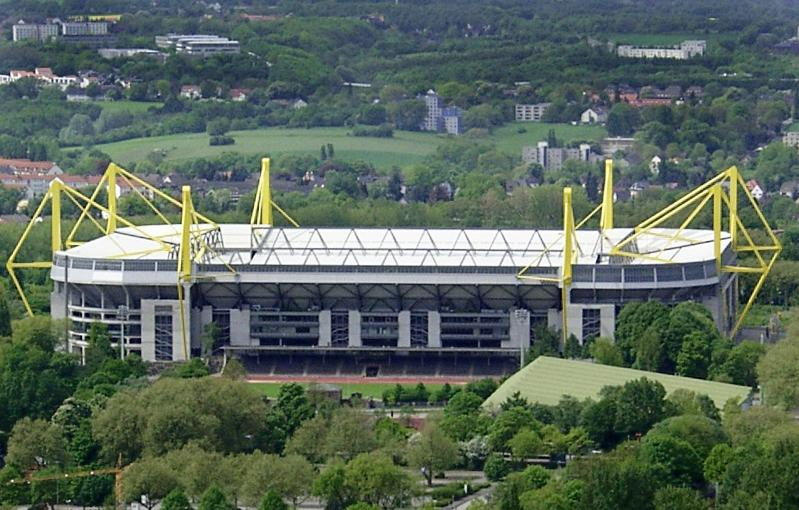
西格納伊度納公園

西格納伊度納公園（Signal Iduna Park）是“威斯法伦体育场”（Westfalenstadion）由2005年12月至2011年6月的冠名贊助名稱，屬於德甲球隊多特蒙德的主場球場。國內聯賽時容量包含座席及立席為81,365人，當舉行國際賽時改為全座席可容納67,000人。球場原名以前普魯士省份威斯法伦（Westphalia）命名，是全德國最大的球場，於2004/05球季以140萬觀眾人次創下歐洲足球入場觀眾人次新紀錄。
60年代多特蒙德已開始籌備建立一個新球場以取代古舊的“红地球球场”（Stadion Rote Erde），但龐大的工程计划因資金問題而被中止。1971年科隆市因財政問題退出舉辦1974年世界盃城市，多特蒙德成為替補城市，原訂興建新球場的資金亦一併轉移到多特蒙德，但資金仍然緊絀，建築商採用造價低廉以預制組件為基礎可容54,000觀眾的新型設計方案，1971年10月19日獲批准開展工程，僅用了一年便落成啟用。
1974年4月2日多特蒙德正式遷入威斯法伦体育场，揭幕赛與進行友誼賽，以0-3落敗。15日後迎來第一場正式國際賽，由西德隊對匈牙利隊，結果國家隊以5-0大捷。1974年世界盃威斯法伦体育场進行了三場分組初賽及巴西對荷蘭的第二輪分組賽。多特蒙德於1972年降級乙組，是唯一德乙主辦1974年世界盃的球隊。1976年回升德甲，多特蒙德終可將頂級聯賽帶到威斯法伦体育场。
上个世纪九十年代，經過兩次擴建，威斯法伦体育场外觀極具現代代風格：球場北面外墻採用全鋼結構框架懸掛鋁合金的玻璃幕墻。兩次擴建共耗資1億1千萬馬克。
當德國在2000年獲得2006年世界盃主辦權時，被稱為“德國足球大劇院”（Opera House of German Football）的威斯法伦体育场雖然是德國投標的重點球場，但並不符合国际足联的世界盃準決賽球場規定。威斯法伦体育场需要進行第三次擴建，在原有四面看臺的四角加建，將國際賽容量提升到67,000人。
2005年，威斯法伦体育场的命名權以2,000萬歐元出售給一家保險和投資公司西格纳伊度纳，於12月更名為西格纳伊度纳公园。
此外，威斯特法伦的南看台一直是主场比赛最靓丽的风景线之一。其经常出现的巨星tifo，和狂热的主场氛围，让西格杜纳公园球场成为欧洲最著名的魔鬼主场之一。

## 队徽
多特蒙德队徽以黄黑为主色调。BVB意为普鲁士球类比赛俱乐部，09是指成立于1909年。
多特蒙德队徽的款式只有过1次较大程度的转型，1945年-1964年使用队徽的款式与如今已非常近似、只是黄色略暗；1964年-1974年使用的队徽，主色调为黑；1976年-1978年队徽，加入狮子图案彰显霸气；1993年至今多特蒙德一直使用现有队徽。

## 歷史球衣
| 2014-2015德甲賽季主場 |  | 2014-2015德甲賽季客場 |  | 14/15德甲賽季二客 |

## 球會榮譽
| 荣誉              | 次数        | 年度                                                   |
| 本 土 聯 賽       | 本 土 聯 賽 | 本 土 聯 賽                                            |
| ----------------- | ----------- | ------------------------------------------------------ |
| 德國甲組聯賽 冠軍 | 5           | 1995年、1996年、2002年、2011年、2012年                 |
| 德國錦標賽 冠軍   | 3           | 1956年、1957年、1963年                                 |
| 本 土 盃 賽       |             |                                                        |
| 德國盃 冠軍       | 5           | 1965年、1989年、2012年、2017年、2021年                 |
| 德國超級盃 冠軍   | 7           | 1989年、1995年、1996年、2008年、2013年、2014年、2019年 |
| 歐 洲 賽 事       |             |                                                        |
| 歐洲冠軍聯賽 冠軍 | 1           | 1997年                                                 |
| 冠軍              | 1           | 1966年                                                 |
| 洲 際 賽 事       |             |                                                        |
| 洲際盃 冠軍       | 1           | 1997年                                                 |

## 主要競爭者
多特蒙德作為德甲強權，對內的主要對手為沙爾克04和拜仁慕尼黑，對外則是歐洲各國聯賽的豪門勁旅。

### 拜仁慕尼黑：國家德比
两队的恩怨历史悠久。21世纪前，多特蒙德在多次与拜仁的交锋中失利。07-08两年多特连续同拜仁打平。到2010年，多特蒙德已经组建了一支强大的球队，包括马特·胡梅尔斯、马里奥·格策、香川真司和罗伯特·莱万多夫斯基，他们带领球队获得了2011年和2012年的德甲冠军；这是自上世纪90年代中期多特蒙德以来，除拜仁以外的任何一家俱乐部首次连续获得冠军。多特蒙德在一场主场比赛中获得了2011-2012赛季的联赛冠军。多特蒙德随后在2012年的德国杯决赛中以5-2击败拜仁，获得了历史上的第一个双冠王。决赛中莱万多夫斯基上演帽子戏法，这也是他们连续第五次战胜对手。
2013年欧冠决赛上两队碰面。最后凭借罗本的绝杀，拜仁2：1战胜多特，多特取得欧冠亚军。
随后，2015年多特两个主场比赛小负拜仁，直到2016年，多特蒙德才重新在主场打赢拜仁。而在此后的比赛中，多特在德国超级杯上击败拜仁，而后又在联赛中4球落败。两队的交手代表德国足坛的最高水準较量，被称为德国国家德比。

### 沙爾克04：鲁尔区德比

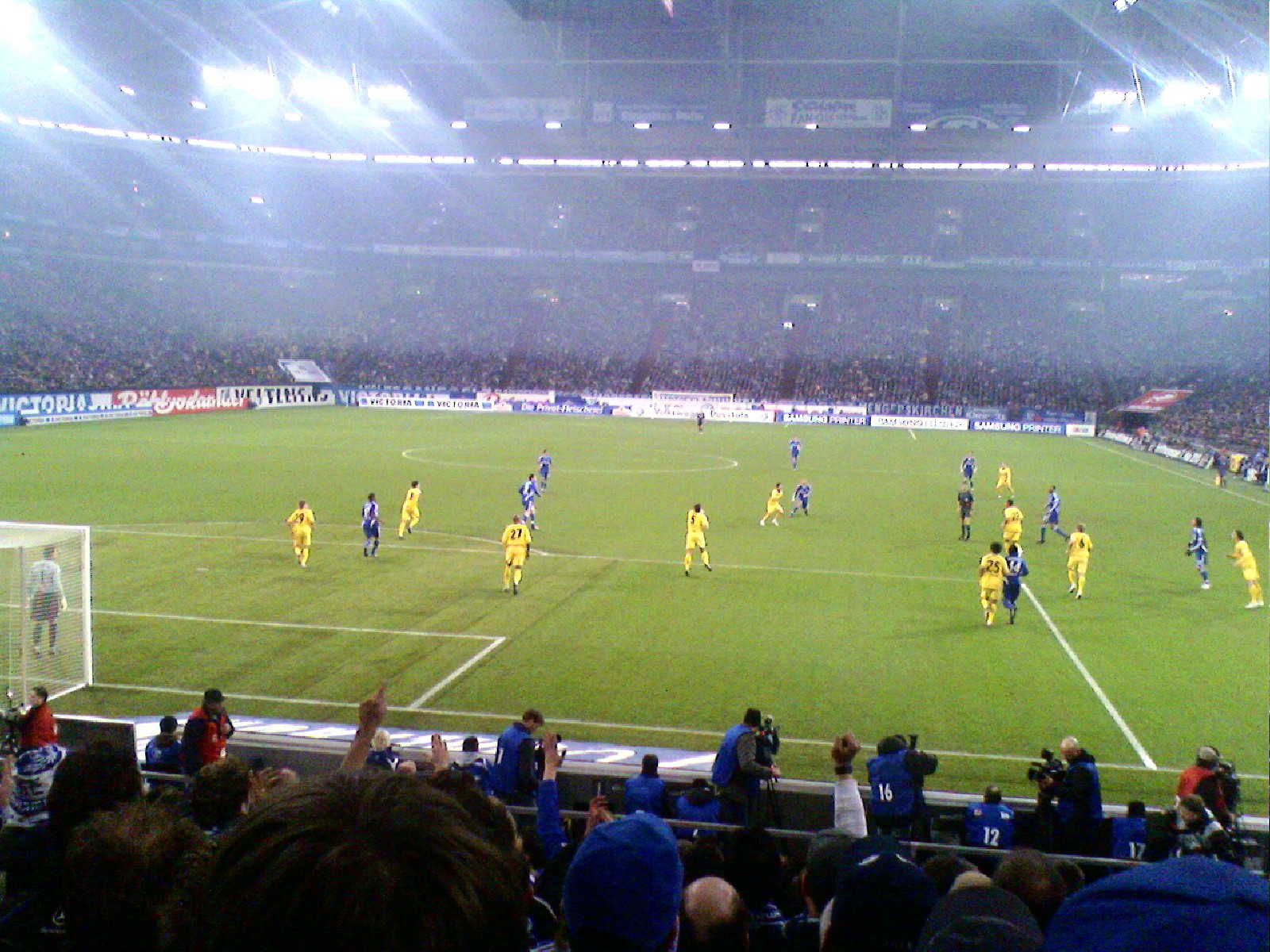
多特蒙德在德甲联赛中对阵沙尔克在2009年。

「礦工」沙爾克04與多特蒙德均位於北萊茵-威斯伐倫的魯爾區，兩家球會之間的距離大約只有20公里，雙方對陣的比賽向來以激烈著稱，堪稱魯爾區德比。
1925年5月3日，的第一次德比戰中，沙爾克04以 4–2 取勝，並且在1925–27年的前三次交鋒中均取得了勝利。
2011年的德國超級盃決賽中，兩隊90分鐘 0–0 戰平，沙爾克04在點球決戰中 4–3 勝出奪冠。
2020年5月，德甲重启首场比赛，多特蒙德在主场4:0大胜沙尔克04。

#### 首次交鋒
1925年5月3日，兩隊在赫恩進行了歷史上的首次交鋒。當時兩隊為打進地區聯賽（第二級別）決賽而爭奪的不可開交。最終沙爾克04以 4–2 戰勝對手，其中傳奇射手恩斯特-庫佐拉梅開二度。

#### 進球最多
在首場德比14年後，1939年3月12日，沙爾克04作客多特蒙德，兩隊為球迷奉獻了一場精彩的比賽總共打入十球，最終礦工在客場 7–3 大勝。

#### 首場決賽
1947年5月18日，當時地區聯賽的總決賽依舊在赫恩進行，這也是魯爾區德比的首場決賽。最終多特蒙德3-2戰勝沙爾克04奪得威斯特法倫省冠軍。

#### 多特蒙德首場勝利
1943年11月14日，兩隊在歷史上首次交鋒地赫恩又賽一場，最終多特蒙德 1–0 力克沙爾克04，取得魯爾區德比的首場勝利，終結了此前 18 年不勝的尷尬歷史。

沙爾克04最大比分勝利
1940年10月20日，雖然當時德國正在進行二戰，不過絲毫沒有影響足球賽事的正常展開。沙爾克04主場以 10–0 橫掃多特蒙德，不過當時只有 3,000 名球迷見證了這一偉大賽事，恩斯特-庫佐拉再度成為德比英雄一人打進 4 球。

#### 多特蒙德最大比分勝利
1966年2月26日，德甲第 23 輪，28000名多特蒙德球迷見證了球隊在魯爾德比歷史上的最大比分勝利，黃黑軍團在主場 7–0 狂勝沙爾克04，其中前鋒赫爾德和中場施密特各自梅開二度。

#### 最慘烈比賽
1969年9月26日所進行的魯爾區德比可謂是歷史上最慘烈的一場。比賽開始後皮爾克內幫助沙爾克04率先進球，這也讓現場的皇家藍軍球迷激動萬分並紛紛衝進場內。警察只能帶著警犬維持秩序，其中一隻警犬將沙爾克中場內斯爾小腿咬傷，另一隻則咬了勞施的屁股讓其留下了傷疤，最終本場比賽以 1–1 的比分草草收場。

## 吉祥物
每當多蒙特主場比賽，球迷們都會看到一個蜜蜂吉祥物，它就是多蒙特隊的官方吉祥物－－Emma。

## 球员（2025-2026赛季）
1. 粗體字為新加盟球員（青年隊提升不計）。
2. 者為傷患球員。
3. 球員號碼和球員位置參照 官方網站 （页面存档备份，存于）
4. 2025年夏季轉會窗（英语：List of German football transfers summer 2025）：6月1日至10日，6月16日至9月1日[8]。

### 現時效力
| 號碼  | 國籍       | 球員                             | 位置     | 年齡  | 加盟年份 | 前屬球會     | 轉會費      |
| 門 將 | 門 將      | 門 將                            | 門 將    | 門 將 | 門 將    | 門 將        | 門 將       |
| ----- | ---------- | -------------------------------- | -------- | ----- | -------- | ------------ | ----------- |
| 1     | 瑞士       | （Gregor Kobel）                 | 門將     | 27    | 2021     | 史特加       | 1,500萬歐元 |
| 33    | 德国       | （Alexander Meyer）              | 門將     | 34    | 2022     | 雷根斯堡     | 自由轉會    |
| 35    | 波兰       | （Marcel Lotka）                 | 門將     | 24    | 2022     | 柏林赫塔     | 自由轉會    |
| 後 衛 |            |                                  |          |       |          |              |             |
| 2     | 巴西       | （Yan Couto）                    | 右閘     | 23    | 2024     | 曼城         | 2,500万欧元 |
| 3     | 德国       | （Waldemar Anton）               | 中堅     | 29    | 2024     | 斯图加特     | 2,250萬歐元 |
| 4     | 德国       | （Nico Schlotterbeck）           | 中堅     | 25    | 2022     | 弗賴堡       | 2,000万欧元 |
| 5     | 阿尔及利亚 | （Ramy Bensebaini）              | 左閘     | 30    | 2023     | 慕遜加柏     | 自由轉會    |
| 24    | 瑞典       | 丹尼尔·史文森（Daniel Svensson） | 左閘     | 23    | 2025     | 北西兰       | 650萬歐元   |
| 25    | 德国       | （Niklas Süle）                  | 中堅     | 29    | 2022     | 拜仁慕尼黑   | 自由轉會    |
| 26    | 挪威       | （Julian Ryerson）               | 右閘     | 27    | 2023     | 柏林联盟     | 500万欧元   |
| 中 場 |            |                                  |          |       |          |              |             |
| 6     | 土耳其     | （Salih Özcan）                  | 防守中場 | 27    | 2022     | 科隆         | 500万欧元   |
| 7     | 美国       | （Giovanni Reyna）               | 進攻中場 | 22    | 2019     | 紐約城       | 自由轉會    |
| 8     | 德国       | 費利克斯·恩梅查（Felix Nmecha）        | 正中場   | 24    | 2023     | 沃尔夫斯堡   | 3,000萬歐元 |
| 10    | 德国       | （Julian Brandt）                | 進攻中場 | 29    | 2019     | 利華古遜     | 2,500万欧元 |
| 13    | 德国       | （Pascal Groß）                  | 正中場   | 34    | 2024     | 布莱顿       | 700萬歐元   |
| 20    | 奥地利     | （Marcel Sabitzer）              | 正中場   | 31    | 2023     | 拜仁慕尼黑   | 1,900萬歐元 |
| 23    | 德国       | （Emre Can）                     | 防守中場 | 31    | 2020     | 祖雲達斯     | 2,600万欧元 |
| 77    | 英格兰     | （Jobe Bellingham）              | 中場     | 19    | 2025     | 新德兰       | 3,050萬歐元 |
| 前 鋒 |            |                                  |          |       |          |              |             |
| 9     | 几内亚     | （Serhou Guirassy）              | 中鋒     | 29    | 2024     | 斯图加特     | 1,800萬歐元 |
| 14    | 德国       | （Maximilian Beier）             | 中鋒     | 22    | 2024     | 賀芬咸       | 2,850萬歐元 |
| 16    | 比利时     | （Julien Duranville）            | 左翼     | 19    | 2023     | 安德列治     | 850万欧元   |
| 27    | 德国       | （Karim Adeyemi）                | 左翼     | 23    | 2022     | 薩爾斯堡紅牛 | 3,000万欧元 |
| 37    | 美国       | 科爾·坎貝爾（Cole Campbell）     | 中鋒     | 19    | 2022     | 比達比歷     | 自由轉會    |

1. ↑  租借一季(24/25)，租借費400萬歐元，後買斷
2. ↑  租借下半季(24/25)後買斷
3. ↑  另浮動條款500萬歐元
4. ↑  另浮動條款200萬歐元

### 外借球員
| 號碼             | 國籍             | 球員                         | 位置             | 年齡             | 加盟年份         | 外借球會         | 外借球季              |
| 2025年夏季轉會窗 | 2025年夏季轉會窗 | 2025年夏季轉會窗             | 2025年夏季轉會窗 | 2025年夏季轉會窗 | 2025年夏季轉會窗 | 2025年夏季轉會窗 | 2025年夏季轉會窗      |
| ---------------- | ---------------- | ---------------------------- | ---------------- | ---------------- | ---------------- | ---------------- | --------------------- |
| 38               | 德国             | 謝爾·瓦特延（Kjell Wätjen）  | 正中場           | 19               | 2024             | 波鸿             | 25/26球季             |
| -                | 德国             | 迪安特·拉马伊（Diant Ramaj） | 門將             | 23               | 2025             | 海登海姆         | 24/25下半季 25/26球季 |

### 離隊球員
1. 『*』為先租出一季或半季後售出。

| 號碼             | 國籍             | 球員                        | 位置             | 年齡             | 加盟年份         | 加盟球會         | 轉會費           |
| 2025年夏季轉會窗 | 2025年夏季轉會窗 | 2025年夏季轉會窗            | 2025年夏季轉會窗 | 2025年夏季轉會窗 | 2025年夏季轉會窗 | 2025年夏季轉會窗 | 2025年夏季轉會窗 |
| ---------------- | ---------------- | --------------------------- | ---------------- | ---------------- | ---------------- | ---------------- | ---------------- |
| 17               | 英格兰           | 卡尼·（Carney Chukwuemeka） | 正中場           | 21               | 2025             | 切尔西           | 租借歸還         |
| 18               | 德国             | （Youssoufa Moukoko）       | 中鋒             | 20               | 2020             | 哥本哈根         | 500萬歐元        |
| 28               | 科特迪瓦         | （Sébastien Haller）        | 中鋒             | 31               | 2022             | 烏德勒支         | 自由轉會*        |
| 43               | 英格兰           | （Jamie Gittens）           | 左翼             | 21               | 2020             | 車路士           | 6,430萬歐元      |
| -                | 法國             | （Soumaïla Coulibaly）      | 中堅             | 21               | 2021             | 斯特拉斯堡       | 750萬歐元        |

## 著名球员

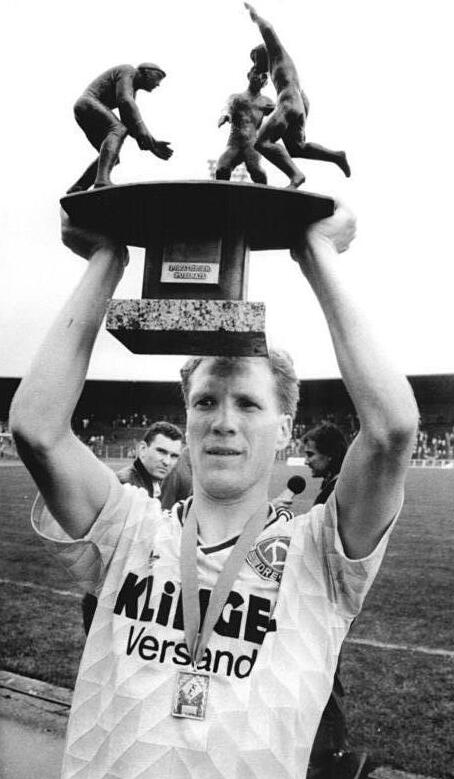
马蒂亚斯·萨默尔

| - 德贝尔（，1986-2001） - （Torsten Frings，2002-04） - （，1998-99） - （，1995-2004） - 伊梅尔（Eike Immel，1978-86） - （，1990-98） - （Jens Lehmann，1999-2003） - （，1988-90、1994-2000） - （，1992-2004） - （，1993-1997） - （，1988-93） - （Matthias Sammer，1993-98） - 里肯（Lars Ricken，1993-2008） - （Mario Götze，2009-13，2016-20） | - （Marco Reus，2012-24） - （，2001-04） - （，2001-05） - （Jan Koller，2001-06） - （Tomáš Rosický，2001-06） - （，1990-95） - （，1996-97） - （，1991-99） - （，2009-12） - 香川真司（Shinji Kagawa，2010-12、2014-19） - （，2010-14） - 皮什切克（Lucas Piszczek，2010-21） - 夏蘭特（Erling Haaland，2020-22） - （，2020-23） |  |